# Montes Mitumba
Os Montes Mitumba são uma cordilheira na parte oriental da República Democrática do Congo, no Ruanda e Burundi, situada ao longo do Vale do Rifte ocidental, a oeste do lago Tanganica. Os seus picos principais são o monte Kahuzi (3308 m) e o monte Biéga (2790 m), ambos vulcões extintos.
Formam uma fronteira natural entre a República Democrática do Congo, o Burundi e o Ruanda. O rio Lukuga divide-os em dois.
O seu nome provém da língua nande, onde Mitumba significa «que fumam» do verbo eri̧tú̧mba, «fumar».